# Thyretes monteiroi
Thyretes monteiroi là một loài bướm đêm thuộc phân họ Arctiinae, họ Erebidae.